# Macroclymene producta
Macroclymene producta är en ringmaskart som först beskrevs av Lewis 1897.  Macroclymene producta ingår i släktet Macroclymene och familjen Maldanidae. Inga underarter finns listade i Catalogue of Life.